# Petchiomyces thwaitesii
Petchiomyces thwaitesii är en svampart som först beskrevs av Berk. & Broome, och fick sitt nu gällande namn av E. Fisch. & Mattir. 1938. Petchiomyces thwaitesii ingår i släktet Petchiomyces och familjen Pyronemataceae.   Inga underarter finns listade i Catalogue of Life.